# Асинкрит
Асинкри́т (Асигкрит, греч. Ἀσύγκριτος) — один из апостолов от семидесяти. Упоминается единожды в Послании апостола Павла к Римлянам: «Приветствуйте Асинкрита, Флегонта, Ерма, Патрова, Ермия и других с ними братьев» (Рим. 16:14).
Амвросий Медиоланский в своих размышлениях на Послание к Римлянам спрашивает Павла: «чего ради вместе их приветствуешь» и затем отвечает: «ибо знал (апостол), что они единодушны». В греческой минее (Синаксарь Никодима) под 8 апреля сказано: «подобно другим (прежде упомянутым апостолам Агаву и Руфу) и Флегонт и Асигкрит проповедовали Евангелие в разных странах мира, многих неверующих обратили в веру истинную, и, подвергнутые различным мукам от иудеев, скончались в один и тот же день и таким образом от Господа получили царство небесное».
В церковной службе о Асинкрите говорится, как о просветителе и епископе Иркании: «Обрате тя, Асигкрите, реку вод исполненну Иркания Духа, и честными напоении твоими напоившися, принссе краснейшия Владыце прозябения». Также и церковные писатели (начиная с Дорофея Тирского) утверждают, что Асинкрит был епископом Иркании в Малой Азии.
Память апостола Асинкрита совершается в православной церкви 8 (21) апреля вместе с апостолами Иродионом, Агавом, Руфом, Флегонтом и Ермом, а также 4 (17) января в день Собора Апостолов от семидесяти.